# Antimon sulfat
Antimon sunfat có công thức hóa học là Sb2(SO4)3, là một vật liệu hút ẩm được hình thành bằng phản ứng antimon hoặc các hợp chất của nó với axit sulfuric nóng. Nó được sử dụng trong pha tạp các chất bán dẫn và trong sản xuất thuốc nổ và pháo hoa.

## Cấu trúc
Chất rắn atimon sunfat chứa các thang vô hạn của tứ diện SO4 và kim tự tháp SbO3. Nó thường được mô tả như một hỗn hợp oxit, Sb2O3.3SO3.

## Tính chất hóa học
Antimon sunfat đôi khi được gọi là "muối" vì nó có thể được sản xuất từ phản ứng của antimon và axit sulfuric, nhưng cần lưu ý rằng antimon không tạo thành muối nitrat khi hòa tan trong axit nitric (axit oxy hoá) nhưng tạo ra hỗn hợp của antimon oxit, và điều này trái ngược với bismuth hòa tan trong cả hai axit để tạo thành muối. Nó dễ chảy nước và hòa tan trong axit. Nó có thể được điều chế bằng cách hòa tan antimony, antimon trioxit, antisony trisulfua hoặc antimon oxychloride trong axít sulfuric nóng, tập trung.
2 Sb (s) + 6 H2SO4 → Sb2(SO4)3 + 3SO2 + 6 H2O

## Ứng dụng
Do tính hòa tan của nó, antimon sunfat đã sử dụng trong doping chất bán dẫn. Nó cũng được sử dụng để phủ các anốt trong điện phân và trong sản xuất thuốc nổ và pháo hoa.

## Lưu ý khi sử dụng
Antimon sunfat gây kích ứng da và niêm mạc. It is also used for coating anodes in electrolysis and in the production of explosives and fireworks.